# Villiers-en-Bois

Villiers-en-Bois este o comună în departamentul Deux-Sèvres, Franța. În 2009 avea o populație de 150 de locuitori.